# Giuseppe di Braganza
Giuseppe di Braganza, nome completo José Francisco Xavier de Paula Domingos António Agostinho Anastácio (Ajuda, 20 agosto 1761 – Lisbona, 11 settembre 1788), è stato un principe portoghese, legittimo erede al trono, Duca di Braganza, Principe di Beira e Principe del Brasile, primogenito di Maria I di Portogallo e di suo marito Pietro III.

## Biografia
Nato nel Palazzo di Ajuda vicino a Lisbona, venne nominato dal nonno Giovanni V principe di Beira, titolo per la prima volta dato a un maschio: era infatti il legittimo erede da parte di sua madre Maria, allora principessa del Brasile ed erede al trono.
Il 21 febbraio 1777, quando aveva 15 anni, sposò la zia trentenne Benedetta di Braganza, figlia del re Giuseppe I del Portogallo e di sua moglie l'infanta di Spagna Marianna Vittoria di Borbone-Spagna. Non ebbero figli. Tre giorni dopo le loro nozze, il nonno di Giuseppe, padre sia di Benedetta sia di Maria, morì, e Maria divenne regina. Di conseguenza Giuseppe divenne principe ereditario, principe del Brasile e sedicesimo duca di Braganza.
Giuseppe morì di vaiolo all'età di ventisette anni e venne sepolto nel pantheon dinastico nel Monastero di São Vicente de Fora a Lisbona; suo fratello Giovanni divenne erede al trono e nuovo principe del Brasile.

## Ascendenza
|                                     |                           |                                    | Genitori                            |  |  | Nonni |  |  | Bisnonni                 |  |  | Trisnonni                  |  |
|                                     |                           |                                    |                                     |  |  |       |  |  | Pietro II del Portogallo |  |  | Giovanni IV del Portogallo |  |
|                                     |                           |                                    |                                     |  |  |       |  |  | Pietro II del Portogallo |  |  | Giovanni IV del Portogallo |  |
|                                     |                           | Luisa di Guzmán                    |                                     |  |  |       |  |  | Pietro II del Portogallo |  |  |                            |  |
| Giovanni V del Portogallo           |                           |                                    |                                     |  |  |       |  |  | Pietro II del Portogallo |  |  |                            |  |
|                                     |                           | Maria Sofia del Palatinato-Neuburg | Filippo Guglielmo del Palatinato    |  |  |       |  |  |                          |  |  |                            |  |
|                                     |                           | Maria Sofia del Palatinato-Neuburg | Filippo Guglielmo del Palatinato    |  |  |       |  |  |                          |  |  |                            |  |
|                                     |                           | Maria Sofia del Palatinato-Neuburg | Elisabetta Amalia d'Assia-Darmstadt |  |  |       |  |  |                          |  |  |                            |  |
| Pietro III del Portogallo           |                           | Maria Sofia del Palatinato-Neuburg |                                     |  |  |       |  |  |                          |  |  |                            |  |
|                                     |                           | Leopoldo I d'Asburgo               | Ferdinando III d'Asburgo            |  |  |       |  |  |                          |  |  |                            |  |
|                                     |                           | Leopoldo I d'Asburgo               | Ferdinando III d'Asburgo            |  |  |       |  |  |                          |  |  |                            |  |
|                                     |                           | Leopoldo I d'Asburgo               | Maria Anna d'Asburgo                |  |  |       |  |  |                          |  |  |                            |  |
| Maria Anna d'Asburgo                |                           | Leopoldo I d'Asburgo               |                                     |  |  |       |  |  |                          |  |  |                            |  |
|                                     |                           | Eleonora del Palatinato-Neuburg    | Filippo Guglielmo del Palatinato    |  |  |       |  |  |                          |  |  |                            |  |
|                                     |                           | Eleonora del Palatinato-Neuburg    | Filippo Guglielmo del Palatinato    |  |  |       |  |  |                          |  |  |                            |  |
|                                     |                           | Eleonora del Palatinato-Neuburg    | Elisabetta Amalia d'Assia-Darmstadt |  |  |       |  |  |                          |  |  |                            |  |
| Giuseppe, principe del Brasile      |                           | Eleonora del Palatinato-Neuburg    |                                     |  |  |       |  |  |                          |  |  |                            |  |
|                                     | Giovanni V del Portogallo | Pietro II del Portogallo           |                                     |  |  |       |  |  |                          |  |  |                            |  |
|                                     | Giovanni V del Portogallo | Pietro II del Portogallo           |                                     |  |  |       |  |  |                          |  |  |                            |  |
|                                     | Giovanni V del Portogallo | Maria Sofia del Palatinato-Neuburg |                                     |  |  |       |  |  |                          |  |  |                            |  |
| Giuseppe I del Portogallo           | Giovanni V del Portogallo |                                    |                                     |  |  |       |  |  |                          |  |  |                            |  |
|                                     |                           | Maria Anna d'Asburgo               | Leopoldo I d'Asburgo                |  |  |       |  |  |                          |  |  |                            |  |
|                                     |                           | Maria Anna d'Asburgo               | Leopoldo I d'Asburgo                |  |  |       |  |  |                          |  |  |                            |  |
|                                     |                           | Maria Anna d'Asburgo               | Eleonora del Palatinato-Neuburg     |  |  |       |  |  |                          |  |  |                            |  |
| Maria I del Portogallo              |                           | Maria Anna d'Asburgo               |                                     |  |  |       |  |  |                          |  |  |                            |  |
|                                     |                           | Filippo V di Spagna                | Luigi, il Gran Delfino              |  |  |       |  |  |                          |  |  |                            |  |
|                                     |                           | Filippo V di Spagna                | Luigi, il Gran Delfino              |  |  |       |  |  |                          |  |  |                            |  |
|                                     |                           | Filippo V di Spagna                | Maria Anna Vittoria di Baviera      |  |  |       |  |  |                          |  |  |                            |  |
| Marianna Vittoria di Borbone-Spagna |                           | Filippo V di Spagna                |                                     |  |  |       |  |  |                          |  |  |                            |  |
|                                     |                           | Elisabetta Farnese                 | Odoardo II Farnese                  |  |  |       |  |  |                          |  |  |                            |  |
|                                     |                           | Elisabetta Farnese                 | Odoardo II Farnese                  |  |  |       |  |  |                          |  |  |                            |  |
|                                     |                           | Elisabetta Farnese                 | Dorotea Sofia di Neuburg            |  |  |       |  |  |                          |  |  |                            |  |
|                                     |                           | Elisabetta Farnese                 |                                     |  |  |       |  |  |                          |  |  |                            |  |